# Seleção Panamenha de Futebol
A Seleção Panamenha de Futebol representa o Panamá nas competições de futebol da FIFA. É considerada uma seleção em ascensão na região do Caribe, tendo conquistado vaga para a Copa de 2018, a primeira de sua história, onde iniciou a competição perdendo para a Bélgica por 3 a 0.
Manda seus jogos no Estádio Rommel Fernández, na Cidade do Panamá, com capacidade para 32.000 espectadores.
Felipe Baloy é considerado um dos heróis panamenhos por ter marcado o primeiro gol do Panamá em Copas do Mundo.

## Títulos
- Torneio Internacional de Toulon: 2023
- Copa das Nações da UNCAF: 2009
- Copa CCCF: 1951

## Campanhas em destaque
- Vice-campeão da Copa Ouro da CONCACAF: 2005 e 2013
- 3° Lugar da Copa Ouro da CONCACAF:2011
- 4° Lugar dos Jogos Pan-Americanos de 2015.

## Jogadores com mais partidas disputadas
| Jogador             | Período na Seleção | Partidas |
| ------------------- | ------------------ | -------- |
| Gabriel Gómez       | 2003-              | 143 (12) |
| Jaime Penedo        | 2003-              | 135 (0)  |
| Román Torres        | 2005-              | 112 (10) |
| Ricardo Phillips    | 1997-2009          | 110 (9)  |
| Felipe Baloy        | 2001-2018          | 102 (4)  |
| Armando Cooper      | 2006-              | 100 (7)  |
| Alberto Quintero    | 2007-              | 89 (5)   |
| Aníbal Godoy        | 2010-              | 88 (2)   |
| José Anthony Torres | 2000-2007          | 85 (0)   |
| Luis Ernesto Tapia  | 1963-1979          | 77 (27)  |
| Adolfo Machado      | 2008-              | 75 (1)   |
| Gabriel Torres      | 2005-              | 73 (14)  |
| Alberto Blanco      | 2000-2007          | 66 (2)   |
| Ubaldo Guardia      | 1993-2003          | 60 (0)   |
| Carlos Rivera       | 2004-2007          | 49 (3)   |
| Engie Mitre         | 2003-2006          | 48 (0)   |
| Luis Moreno         | 2001-2007          | 45 (0)   |
| Luis Henríquez      | 2004-2007          | 41 (0)   |
| Roberto Brown       | 2000-2011          | 40 (14)  |

## Artilheiros
Em negrito os jogadores que ainda estão em atividade pela Seleção do Panamá.
| Jogador            | Período na Seleção | Gols marcados |
| ------------------ | ------------------ | ------------- |
| Luis Tejada        | 2001-2018          | 43            |
| Blas Pérez         | 2001-2018          | 43            |
| Julio Dely Valdés  | 1990-2005          | 22            |
| Luis Ernesto Tapia | 1963-1979          | 20            |
| Víctor Mendieta    | 1990-2002          | 16            |
| Roberto Brown      | 2000-2011          | 14            |
| Gabriel Torres     | 2005-              | 14            |
| Jorge Dely Valdés  | 1990-2005          | 13            |
| Gabriel Gómez      | 2003-2019          | 12            |

## Desempenho em Copas do Mundo
- 2018 - Primeira Fase

## Desempenho em Copa Ouro da Concacaf
- 1993 - Primeira-Fase
- 2005 - Vice-Campeão
- 2007 - Quartas de Final
- 2009 - Semifinal
- 2011 - Semifinal
- 2013 - Vice-Campeão
- 2015 - Terceiro-Lugar
- 2017 - Quartas de Final
- 2019 - Quartas de Final
- 2021 - Primeira-Fase
- 2023 - Vice-Campeão

1. 1 2 3  «Ranking Mundial da FIFA/Coca-Cola» (em inglês). FIFA.com. 25 de agosto de 2022. Consultado em 27 de setembro de 2022